# Ziefen
Ziefen is een gemeente en plaats in het Zwitserse kanton Basel-Landschaft, en maakt deel uit van het district Liestal.
Ziefen telt 1.577 inwoners.